# Demi-lune blanche
Drymonia querna
Pour les articles homonymes, voir Demi-lune.
Espèce
La Demi-lune blanche ou Bombyx druide, Drymonia querna, est une espèce de lépidoptères appartenant à la famille des Notodontidae.
- Répartition : Europe sauf en Scandinavie et en Grande-Bretagne.
- Envergure du mâle : 37 à 43 mm.
- Période de vol : de mars à août en une ou deux générations.
- Habitat : forêts de chênes.
- Plantes-hôtes : Quercus

## Source
- P.C. Rougeot, P. Viette, Guide des papillons nocturnes d'Europe et d'Afrique du Nord, Delachaux et Niestlé, Lausanne 1978.